# Большая Рогозянка
 Больша́я либо Вели́кая Рогозя́нка (укр. Велика Рогозянка), село,
Великорогозянский сельский совет,
Золочевский район,
Харьковская область.
Код КОАТУУ — 6322681501. Население по переписи 2001 года составляет 503 (226/277 м/ж) человека.
Является административным центром Великорогозя́нского сельского совета, в который, кроме того, входят сёла
Гуриновка и
Сковороди́новка.

## Географическое положение
Село Большая (Великая) Рогозянка находится на расстоянии 18 км от Золочева и в 10 км от ж.д. станции 205 км на берегу реки Рогозя́нка;
выше по течению примыкает село Ца́повка,
ниже по течению на расстоянии в 2 км расположено село Гуриновка.

## История
- 1692 — первое упоминание селения[4]. Достоверная дата возникновения населенного пункта неизвестна; в царской грамоте, писанной в 1703 году, село называется Ра́зинка.
- нач. 18 века[15] — дата основания слободы на Украинской линии, созданной против набегов крымских и ногайских татар.[15] Слобода была заселена казаками и русскими «служилыми людьми», которые впоследствии были постепенно закрепощены.[15]
- Позднее была переименована в Большую Рогозянку.
- По данным на 1864 год, в собственническом селе Большая Рогозянка проживало 971 человек (480 мужского пола и 491 — женского), насчитывалось 150 дворовых хозяйства.
- В 1905 году во время первой русской революции местные крестьяне под руководством П. С. Кирсенко разгромили Рогозянскую экономию.[15]
- По состоянию на 1914 год село было центром Рогозянской волости Харьковского уезда Харьковской губернии Российской империи; количество жителей возросло до 3720 человек.
- В 1940 году, перед Великой Отечественной войной, село называлось Большая Рогозянка. В нём был 491 двор, шесть ветряных мельниц, кирпичный завод, совхоз «Рогозянка» и свой Большерогозянский сельсовет.[1]
- В ходе Великой Отечественной войны 19 октября 1941 года село было оккупировано наступавшими немецкими войсками, в 1943 году — освобождено советскими войсками.
- В 1966 году в селе проживали 1053 человека;[15] здесь действовали колхоз имени Энгельса с 2238 га сельхозугодий; средняя и восьмилетняя школы, 4 библиотеки, клуб, радиоузел, стационарная больница.[15]
- В 1976 году в селе было 368 дворов с населением 803 человека.
- В 1976 в селе в восьмилетней школе 11 учителей учили 90 детей; работали Дом культуры с залом на 300 мест, библиотека с фондом 6 300 книг, больница на 25 коек, аптека, детский сад, пять магазинов, швейная мастерская.
- При СССР в селе был организован и работал колхоз имени Сковороды, центральная усадьба которого находилась в Сковородиновке, и у которого было отделение и третья бригада в селе Большая Рогозянка[16].
- В 1993 году в селе действовали аптека, амбулатория, автоматическая телефонная станция, детский сад, школа, отделение колхоза им. Сковороды, почтовое отделение связи, радиоузел, сельсовет.[2]
- В 1940[1]-1993 годах[16] село официально называется Большая Рогозянка.[2]

## Экономика
- Молочно-товарная ферма (сейчас разрушена), машинно-тракторные мастерские.
- Агрофирма «им. Г. С. Сковороды» и несколько фермеров.

## Объекты социальной сферы
- Сельский клуб.
- Рабочая библиотека.
- Амбулатория.
- В селе при СССР была построена и работала школа; в 2010-х закрылась.
- В селе при СССР был построен и работал детский сад; в 2000-х закрыт.

## Преступность
Преступность в населенном пункте крайне мала, составляет около 1 %.

## Улицы
- Главная улица — Центральная; проходит вдоль всего села, протяжённость около 5 км.
- улица Леси Украинки; протяженность ок. 2 км.
- улица Тараса Шевченко (ранее — ул. Пробитая); протяженность ок. 1 км.
- улица Южная; протяженность ок. 800 м.
- улица Весёлая; протяженность ок. 650 м; грунтовая.
- улица Степная (укр. Степовая); протяженность ок. 450 м; грунтовая.
- улица Бурты́; протяженность около 1 км; грунтовая.
- улица Тракторная бригада; протяженность около 800 м; грунтовая, есть участки с асфальтом.

## Протяженность села
- Длина населенного пункта составляет 4,5 км.
- Ширина населенного пункта составляет 2,3 км.

## Достопримечательности
- Братская могила советских воинов РККА. Похоронены 47 павших воинов.
- Парк.

## Происхождение названия
Название происходит от речки Рогозянки, которая протекает вдоль всего населённого пункта (гидронимическая версия происхождения названия).
Также имеется легенда о братьях по прозванию Рогозянки, один из которых был старше другого, основавших сёла: старший — Большую Рогозянку, младший — Малую.

## Транспорт
- Автобус в Харьков через сёла Гуриновка, Сковородиновка, Малая Ивановка, Максимовка, Ольшаны, Двуречный Кут, Пересечное, Солоницевка, Подворки. Конечная — станция метро «Холодная Гора».
- 1. Остановка «Село Великая Рогозянка (укр.)». Расположена на ул. Центральная. Постройка имеется.
- 2. Остановка «Памятник павшим воинам». Расположена на ул. Центральная. Постройка имеется.
- 3. Остановка «Новая». Расположена на улице Центральная. Постройки не имеется.
- 4-я остановка: «Новые домики», — для школьников, которые едут в школу. Постройка имеется.

## Население
- В 2001 году население Великой Рогозянки составляло 503 (226 мужчин и 277 женщин) человека. На состояние 2019 года, численность населения сократилась до 346 человек. В будущем село может исчезнуть, так как все молодые перспективные люди едут учится, работать и жить в город.
- Люди уезжают отсюда из-за того, что нет работы, здесь негде учиться; спасает ситуацию, конечно, новая амбулатория, которая возможно оживит село.
- В селе есть много дачников, но они не числятся жителями.

## Экология
Есть река «Рогозянка»,
озера:
- «Лубенчиха»,
- «Новый Ставок»,
- «Старый Ставок»,
- «Бруй».
- «Самарка» (На период 2019 года, это озеро считается почти высохшим)

## Районы
- В селе имеются два района: район Центральный и Козынка.
- «Центральный»: магазин, амбулатория, дом культуры (клуб), парк «Центральный», две детские площадки, памятник павшим воинам; предприятия: «тракторная бригада» и несколько ферм.
- «Козынка»: есть несколько площадок, сделанные местными жителями, предприятий нет, магазина нет.

## Религия
- Крестьяне православные — 98 % населения
- Атеисты — 1,99 % населения
- Другие религии — 0,01 % населения